# Aéroport de Prague-Václav-Havel
Pour les articles homonymes, voir PRG.
L'aéroport de Prague-Václav-Havel (en tchèque : Letiště Václava Havla Praha) (code IATA : PRG • code OACI : LKPR), anciennement appelé aéroport de Prague-Ruzyně, est l'aéroport  qui dessert la capitale tchèque Prague. L’aéroport a été inauguré en 1937, remplaçant l’aéroport Kbely (datant de 1918). Il a été reconstruit et étendu à de nombreuses reprises en 1956, 1968, 1997 et 2006. Il a pris ce nom le 5 octobre 2012 en hommage à Václav Havel, ancien, et premier président tchèque décédé en 2011. Il est situé à l’ouest de Prague dans le quartier de Ruzyně, près du village de Kněževes, à 12 km du centre-ville et 12 km au sud-est de la ville de Kladno.
En 2018, il a accueilli environ 17 millions de passagers et sert de hub pour Czech Airlines et Smartwings. Il accueille également une base de Ryanair et Eurowings.

## Histoire
Les activités de l’aéroport de Prague–Ruzyně ont commencé le 5 avril 1937, remplaçant l’ancien aéroport militaire de Prague–Kbely qui était en service depuis 1919. L’aéroport de Kbely accueille aujourd’hui le musée de l’aviation de Prague.
Dès sa construction en 1937, l’aéroport Prague-Ruzyně aurait reçu le Diplôme et la Médaille d’or de l’Exposition Internationale des Arts et Techniques dans la Vie Moderne de Paris, pour la conception technique de l’aéroport central, et particulièrement pour l’architecture du bâtiment des enregistrements (aujourd’hui le Terminal 4) dessiné par l’architecte Adolf Benš[réf. nécessaire].
Dans la nuit du 20 au 21 août 1968, l’aéroport a été capturé par les parachutistes soviétiques, ce qui a facilité l’arrivée des troupes et des blindés légers utilisés pour l'invasion de la Tchécoslovaquie par le pacte de Varsovie.
En 2006, l’aéroport a servi de lieux de tournage pour le film Casino Royale de la saga James Bond, en lieu et place de l’aéroport international de Miami.
En 2012, une pétition est lancée par le cinéaste slovaque Fero Fenič demandant au gouvernement et au parlement tchèque de renommer l’aéroport de Prague-Ruzyně en aéroport international Václav Havel. En seulement une semaine, la pétition a recueilli plus de 65 000 signatures provenant de Tchéquie et de l’étranger. L'aéroport international de Prague-Ruzyně (Mezinárodní letiště Praha-Ruzyně) est rebaptisé « aéroport de Prague-Václav-Havel » (Mezinárodní letiště Václava Havla-Praha) le 5 octobre 2012, jour du 76e anniversaire de la naissance de l’ancien président tchèque Václav Havel. Les codes IATA et ICAO sont restés les mêmes.
Le parc à thème Majaland Praha est ouvert le 31 décembre 2021 au nord de l'aéroport.

## Pistes
L’aéroport possède trois pistes faites en béton :
- la piste 06/24 est la piste principale de l'aéroport, celle utilisée la majorité du temps.
- la piste 12/30 est utilisé plus rarement, et principalement pour des atterrissages de petits avions.
- la piste 04/22, est fermée.

## Projet de développement
Un projet de développement important de l'aéroport existe depuis plusieurs années et prévoit, notamment, la construction d’une nouvelle piste d’atterrissage et de décollage de 3 500 m de long. Cette piste sera construite au sud du terminal 2 et sera parallèle à la piste 06/24. Son ouverture aurait dû se faire à l'horizon 2016, elle a été repoussée à 2028, et n'est désormais pas attendue avant 2030. Son ouverture devrait entrainer la fermeture de la piste 12/30.

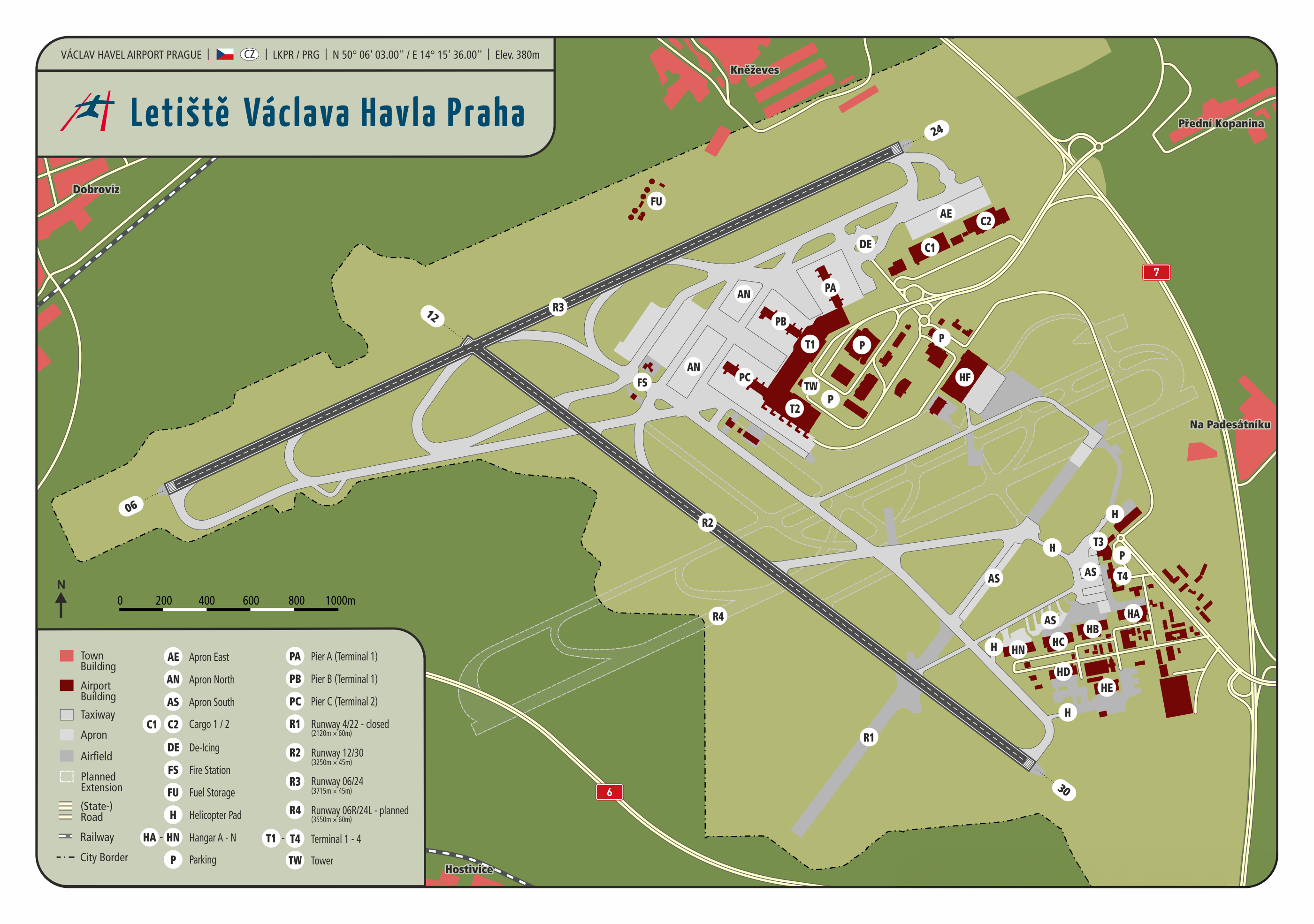
Plan de l'aéroport, avec le projet de nouvelle piste.

Le plan d’extension de l'aéroport prévoit également pour la décennie 2030, l'agrandissement des terminaux, la création de nouvelles liaisons long-courrier et la création d'une gare souterraine permettant de relier la gare centrale de Prague en 25 à 30 minutes,. Ce projet prévoit également la création de nouvelles installations hôtelières autour de l'aéroport.

## Situation
| Brno Karlovy · Vary Marienbad Ostrava Pardubice Prague |

## Terminaux

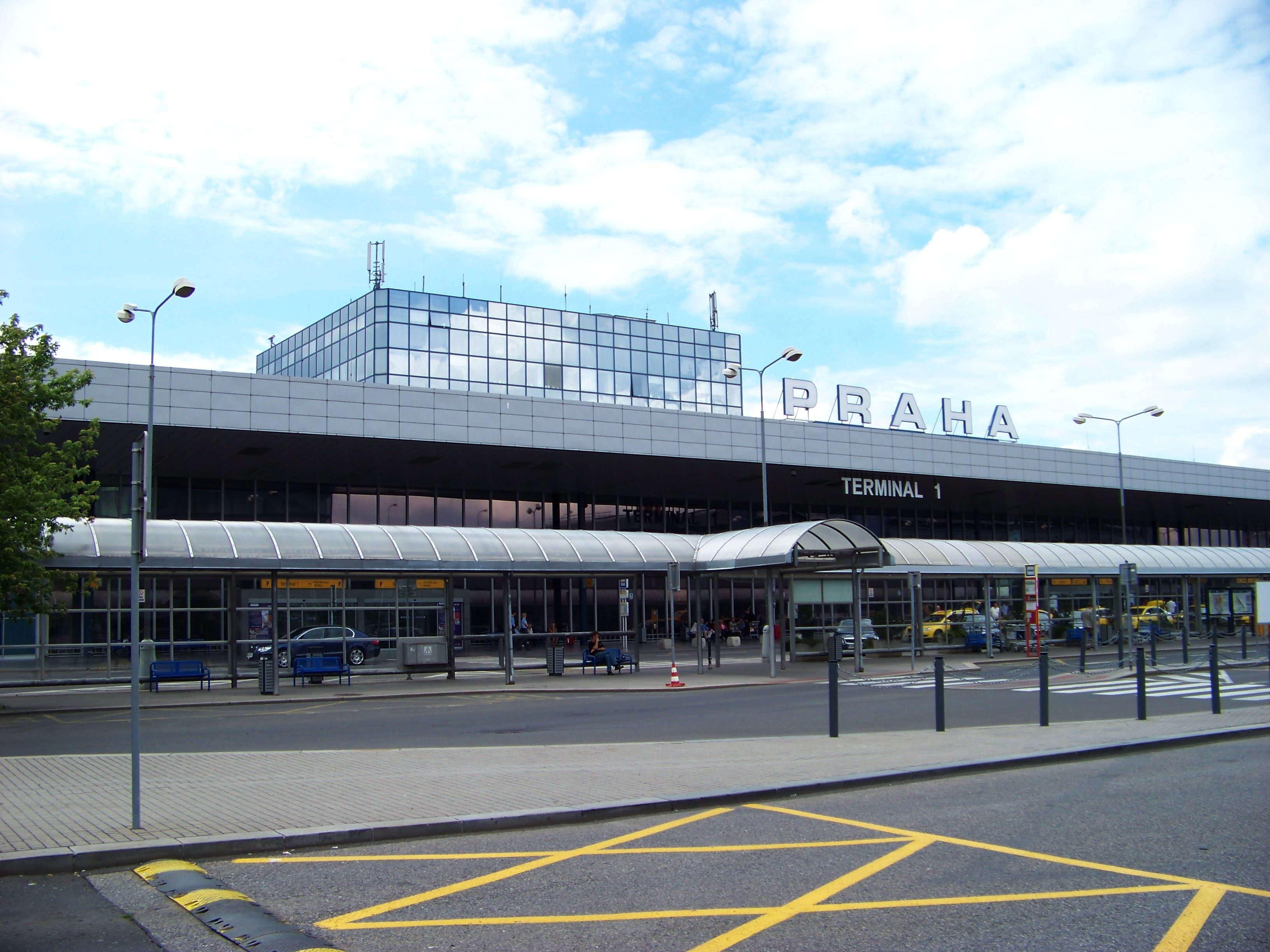
Extérieur du terminal 1

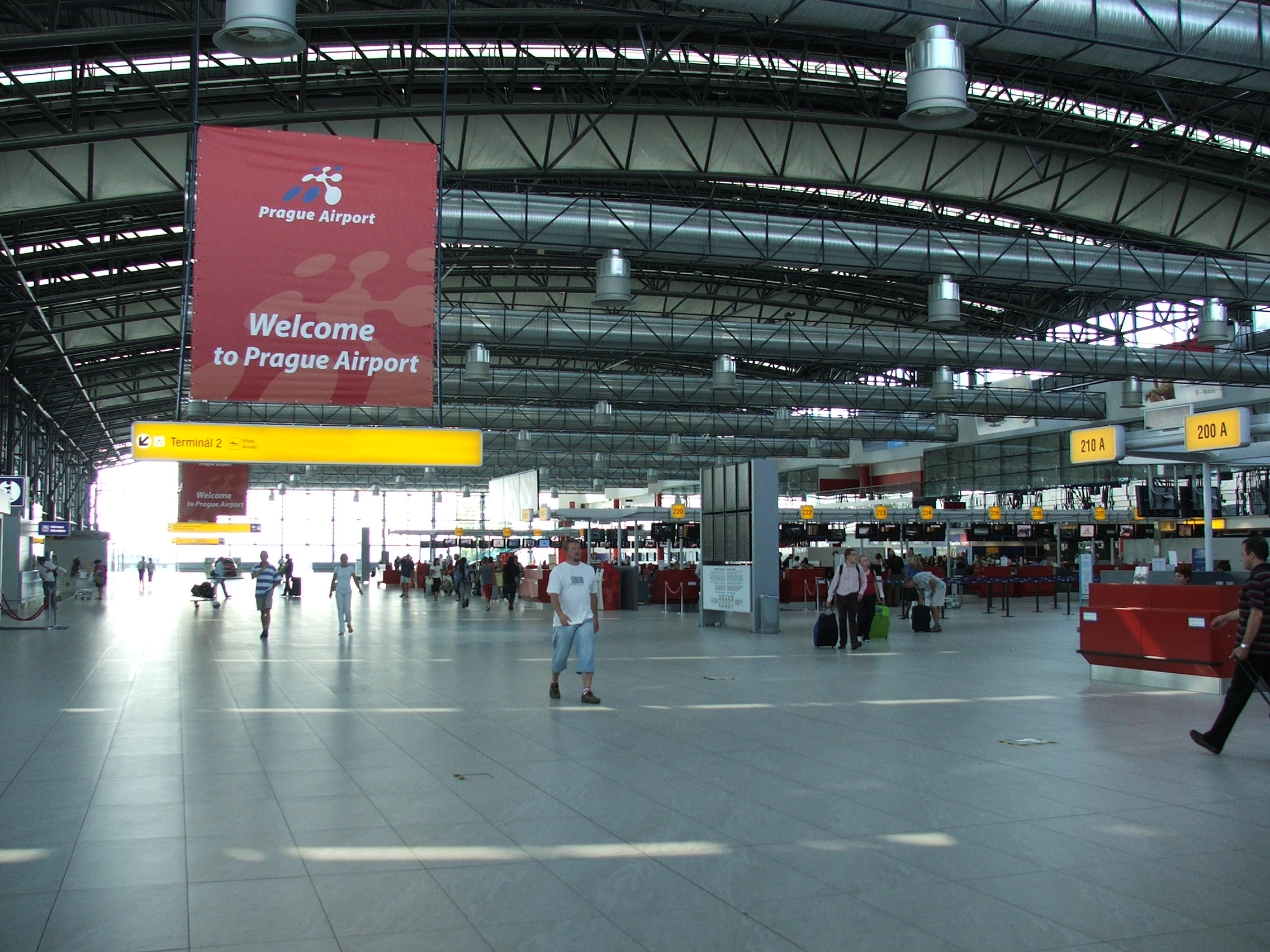
Intérieur du terminal 2

### Terminal 1
Tous les vols internes, non-Schengen, et vols inter-continentaux comprenant les destinations vers la Grande-Bretagne, l'Amérique du Nord (États-Unis, Canada), Moyen-Orient, Afrique, et l'Asie.

### Terminal 2
Vols à destination des pays de l'Espace Schengen

### Terminal 3
Vols privés et VIP. Vols officiels (visites d'État). Vols charter.
.

## Statistiques

### Évolution du trafic

#### En graphique
Le graphique qui aurait dû être présenté ici ne peut pas être affiché car il utilise l'ancienne extension Graph, désactivée pour des questions de sécurité. Des indications pour créer un nouveau graphique avec la nouvelle extension Chart sont disponibles ici.

Voir la requête brute et les sources sur Wikidata.

L'aéroport connait depuis la Révolution de velours en 1989 une montée en flèche de son trafic voyageur après la chute du régime communiste et le boom du tourisme alors que Prague est devenue une destination privilégiée pour le tourisme de week-end. La barrière temporelle de chaque nouveau million de voyageurs ne cesse de se raccourcir Ainsi, l'aéroport atteint le million de passagers en 1963, les deux millions en 1975, les 3 millions en 1995, les 4 millions en 1997 et les cinq millions en 2000.
La compagnie CSA Czech Airlines couvre 2 destinations au départ de Prague-Václav-Havel avec 2 avions.
| Années                                        | 2001  | 2002  | 2003  | 2004  | 2005   | 2006   | 2007   | 2008   | 2009   | 2010   | 2011   | 2012   | 2013   | 2014   | 2015   | 2016   | 2017   |
| --------------------------------------------- | ----- | ----- | ----- | ----- | ------ | ------ | ------ | ------ | ------ | ------ | ------ | ------ | ------ | ------ | ------ | ------ | ------ |
| Nombre de passagers commerciaux (en millions) | 6,099 | 6,315 | 7,463 | 9,696 | 10,777 | 11,582 | 12,436 | 12,631 | 11,643 | 11,557 | 11,789 | 10,808 | 10,974 | 11,150 | 12,031 | 13,075 | 15,415 |
| Évolution (en pourcentage)                    | ?     | +3,5  | +18,2 | +29,9 | +11,1  | +7,5   | +7,4   | +1,6   | -7,8   | -0,7   | +2,1   | -8,3   | +1,5   | +1,6   | +7,9   | +8,7   | +17,9  |

| Années                                    | 2001   | 2002   | 2003   | 2004   | 2005   | 2006   | 2007   | 2008   | 2009   | 2010   | 2011   | 2012   | 2013   | 2014   | 2015   | 2016   | 2017   |
| ----------------------------------------- | ------ | ------ | ------ | ------ | ------ | ------ | ------ | ------ | ------ | ------ | ------ | ------ | ------ | ------ | ------ | ------ | ------ |
| Transport de fret (en milliers de tonnes) | 29,571 | 34,829 | 41,440 | 46,885 | 46,002 | 54,972 | 55,179 | 47,870 | 42,476 | 58,275 | 62,688 | 52,977 | 51,902 | 50,897 | 50,595 | 71,091 | 81,879 |
| Évolution (en pourcentage)                | ?      | +17,8  | +19,0  | +13,1  | -1,9   | +19,5  | +0,4   | -13,2  | -11,3  | +37,2  | +7,6   | -15,5  | -2,0   | -1,9   | -0,6   | +40,5  | +15,1  |

### Destinations
Les destinations les plus fréquentées en 2017 au départ de Prague étaient les suivantes :
| Rang | Aéroport                | Nombre de passagers traités |
| ---- | ----------------------- | --------------------------- |
| 1    | Moscou-Cheremetievo     | 748 955                     |
| 2    | Paris-Charles-de-Gaulle | 744 312                     |
| 3    | Amsterdam-Schiphol      | 658 694                     |
| 4    | Francfort-sur-le-Main   | 521 008                     |
| 5    | Dubaï                   | 469 495                     |
| 6    | Londres-Heathrow        | 440 370                     |
| 7    | Tel Aviv                | 437 456                     |
| 8    | Londres-Stansted        | 330 142                     |
| 9    | Bruxelles-National      | 327 557                     |
| 10   | Londres-Gatwick         | 326 412                     |
| 11   | Barcelone-El Prat       | 320 896                     |
| 12   | Helsinki-Vantaa         | 318 366                     |
| 13   | Milan-Malpensa          | 295 687                     |
| 14   | Rome-Fiumicino          | 272 460                     |
| 15   | Istanbul-Atatürk        | 271 546                     |

## Compagnies aériennes et destinations

### Passagers
| Compagnies                    | Destinations |
| ----------------------------- | --- |
| Aegean Airlines               | Athènes E.-Venizélos |
| Aer Lingus                    | Dublin |
| AeroItalia                    | Florence-Peretola |
| airBaltic                     | Riga |
| Air Cairo                     | Hurghada, Marsa Alam |
| Air France                    | Paris-Charles de Gaulle |
| Air Malta                     | Malte |
| Air Moldova                   | Chișinău |
| Air Montenegro                | En saison : Tivat |
| Air Serbia                    | Belgrade-Nikola-Tesla |
| Arkia                         | En saison : Tel Aviv - Ben Gourion |
| Austrian Airlines             | Vienne-Schwechat |
| Azerbaijan Airlines           | Bakou-H. Aliyev |
| Bees Airlines                 | Bucarest-H. Coandă |
| Bluebird Airways              | Athènes E.-Venizélos En saison : Tel Aviv - Ben Gourion |
| British Airways               | Londres-Heathrow En saison : Londres-City |
| Brussels Airlines             | Bruxelles-National |
| Bulgaria Air                  | Sofia-Vrajdebna |
| China Airlines                | Taïwan-Taoyuan |
| Corendon Airlines             | En saison charter : Antalya |
| Croatia Airlines              | En saison : Split |
| Cyprus Airways                | Larnaca, |
| Delta Air Lines               | En saison : New York-John F. Kennedy |
| easyJet                       | - Amsterdam, - Bristol, - Lisbonne-H. Delgado, - Londres-Gatwick, - Lyon-Saint-Exupéry, - Manchester, - Milan-Malpensa, - Nice-Côte d'Azur, - Porto-F. Sá-Carneiro En saison : Édimbourg, Londres-Luton |
| easyJet Switzerland           | Bâle-Mulhouse, Genève-Cointrin |
| EgyptAir                      | En saison : Hurghada |
| El Al                         | Tel Aviv - Ben Gourion |
| Emirates                      | Dubaï |
| Etihad Airways                | Abou Dabi |
| Eurowings                     | - Athènes E.-Venizélos, - Barcelone-El Prat, - Birmingham, - Bristol, - Cologne/Bonn-K. Adenauer, - Copenhague-Kastrup, - Düsseldorf, - Fuerteventura, - Genève-Cointrin, - Larnaca, - Malaga-Costa del Sol, - Rome Léonard-de-Vinci/Fiumicino, - Stockholm-Arlanda, - Ténériffe-Sud Reine Sofia En saison : - Alicante-Elche, - Corfou-I. Kapodístrias, - Héraklion-N. Kazantzákis, - Hurghada, - Marsa Alam, - Mykonos, - Palma de Majorque, - Rhodes-Diagoras, - Zante D.-Solomós |
| Finnair                       | Helsinki-Vantaa |
| flydubai                      | Dubaï |
| Flynas                        | En saison : Riyad-roi Khaled |
| Iberia                        | Madrid-Barajas |
| ITA Airways                   | Rome Léonard-de-Vinci/Fiumicino |
| Icelandair                    | En saison : Reykjavik-Keflavík |
| Israir Airlines               | En saison : Tel Aviv - Ben Gourion |
| Jazeera Airways               | En saison : Koweït |
| Jet2.com                      | Birmingham, Leeds-Bradford, Manchester En saison : Belfast, East Midlands, Glasgow, Newcastle |
| KLM                           | Amsterdam |
| Korean Air                    | Séoul-Incheon |
| LOT Polish Airlines           | Varsovie-Chopin En saison charter : Krabi, Malé Velana, Nosy Be-Fascene, Punta Cana, Zanzibar |
| Lufthansa                     | Francfort, Munich-F. J. Strauß |
| Luxair                        | Luxembourg-Findel |
| Norwegian Air Shuttle         | Oslo-Gardermoen, Stockholm-Arlanda En saison : Copenhague-Kastrup, Stavanger |
| Nouvelair                     | En saison charter : Monastir |
| Pegasus Airlines              | Istanbul-S. Gökçen |
| Play (compagnie aérienne)     | En saison : Reykjavik-Keflavík |
| Qatar Airways                 | Doha-Hamad |
| Ryanair                       | - Amman-Reine-Alia, - Barcelone-El Prat, - Bari-Karol Wojtyła, - Bergame-Orio al Serio, - Budapest-Ferenc Liszt, - Charleroi Bruxelles-Sud, - Copenhague-Kastrup, - Dublin, - Édimbourg, - Göteborg, - Košice (Cassovie)-Barca, - Cracovie-Jean-Paul II, - Londres-Stansted, - Madrid-Barajas, - Manchester, - Marseille-Provence, - Naples-Capodichino, - Paris-Beauvais, - Pise-Galileo Galilei, - Riga, - Trévise-Sant'Angelo, - Turin S.-Pertini (Caselle) En saison : - Abruzzes, - Bologne-Borgo Panigale, - Corfou-I. Kapodístrias, - Gdańsk-L. Wałęsa, - Palma de Majorque, - Rhodes-Diagoras, - Rimini, - Skiathos-A. Papadiamándis, - Zadar |
| Salam Air                     | En saison : Mascate, Salalah |
| Scandinavian Airlines         | En saison : Copenhague-Kastrup, Stockholm-Arlanda |
| SmartWings                    | - Dubaï, - Fuerteventura, - Hurghada, - Lanzarote-Arrecife, - Las Palmas/Gran Canaria, - Madrid-Barajas, - Malaga-Costa del Sol, - Marsa Alam, - Palma de Majorque, - Paris-Charles de Gaulle, - Split, - Tel Aviv - Ben Gourion, - Ténériffe-Sud Reine Sofia En saison : - Almeria, - Antalya, - Bourgas, - Cagliari, - Catane-Fontanarossa, - Corfou-I. Kapodístrias, - Dubrovnik, - Héraklion-N. Kazantzákis, - Karpathos, - Céphalonie, - Kos, - La Canée I.-Daskaloyánnis, - Lamezia Terme, - Larnaca, - Madère-C. Ronaldo, - Minorque-Mahón, - Nice-Côte d'Azur, - Olbia-Costa Smeralda, - Prévéza-Aktion, - Région de Murcie, - Rhodes-Diagoras, - Sámos-Aristarque, - Santorin, - Thessalonique-Makedonía, - Tirana-Mère-Teresa, - Valence, - Varna, - Zante D.-Solomós En saison charter : - Agadir-Al Massira, - Áraxos, - Bodrum-Milas, - Charm el-Cheikh, - Dakar-B. Diagne, - Dalaman, - Djerba-Zarzis, - Enfidha-Hammamet, - Gérone-Costa Brava, - Ibiza, - Kalamata, - Lemnos, - Mascate, - Marsa Matruh, - Monastir, - Naples-Capodichino, - Oujda-Les Angades, - Palerme Falcone-Borsellino, - Rabil, - Ras el Khaïmah, - Sal-A. Cabral, - Salalah, - Skiathos-A. Papadiamándis, - Taba |
| SunExpress                    | Antalya En saison : Izmir-A. Menderes |
| Swiss International Air Lines | Genève-Cointrin, Zurich |
| TAP Air Portugal              | Lisbonne-H. Delgado |
| TAROM                         | Bucarest-H. Coandă |
| Transavia                     | Eindhoven |
| Transavia France              | Paris-Orly |
| Tunisair                      | En saison : Tunis-Carthage |
| Turkish Airlines              | Istanbul |
| Uzbekistan Airways            | En saison charter : Tachkent |
| Volotea                       | Nantes-Atlantique En saison : Lyon-Saint-Exupéry, Toulouse-Blagnac |
| Vueling                       | Amsterdam, Barcelone-El Prat , Paris-Orly En saison : Bilbao |
| Wizz Air                      | - Bari-Karol Wojtyła, - Bucarest-H. Coandă, - Catane-Fontanarossa, - Chișinău, - Iași, - Koutaïssi-David-IV, - Larnaca, - Londres-Luton, - Milan-Malpensa, - Naples-Capodichino, - Rome Léonard-de-Vinci/Fiumicino, - Varna, - Venise - Marco Polo |

### Cargo
| Compagnies                                      | Destinations                                                           |
| ----------------------------------------------- | ---------------------------------------------------------------------- |
| ASL Airlines Ireland                            | Paris-Charles de Gaulle                                                |
| China Airlines Cargo                            | Abu Dhabi, Amsterdam, Bangkok-Suvarnabhumi, Luxembourg, Taipei–Taoyuan |
| Czech Airlines                                  | Belgrade, Chișinău, Sofia                                              |
| Czech Airlines opéré par Genex                  | Minsk–National                                                         |
| TNT Airways                                     | Brno, Katowice, Liège                                                  |
| UPS Airlines opéré par ASL Airlines Switzerland | Cologne/Bonn                                                           |

Note : au 11 janvier 2016

## Incidents et accidents
- 30 octobre 1975 : le vol Inex Adria s'écrase lors de son approche de l'aéroport à cause du brouillard, faisant 75 victimes parmi les 109 personnes à bord du McDonnell Douglas DC-9.